# Povrchové stavy
Povrchové stavy jsou elektronové stavy na povrchu materiálu. Vznikají v důsledku ostrého přechodu mezi pevnou látkou (která končí právě rozhraním) a jsou lokalizovány pouze na okrajových atomech a několika málo jejich sousedech. Zakončení materiálu povrchem vede ke změnám pásové struktury od pásů k vakuovým stavům. Ve tomto slabším potenciálu na povrchu mohou být přítomny stavy, které jinde uvnitř pevné látky přítomny nejsou - a to jsou právě povrchové stavy.

## Shockleyho a Tammovy stavy
Při rozebírání vlastností povrchových stavů je většinou rozlišováno mezi Shockleyho stavy a Tammovy stavy, přestože jejich fyzikální povaha je shodná. Liší se pouze matematickým přístupem k nim.
Historicky jsou stavy spočtené jako řešení schrödingerovy rovnice v přiblížení téměř volných elektronů pro čistý a ideální povrch nazývány Shockleyho stavy. Shockleyho stavy tedy vznikají ze změn elektronového potenciálu spojeného pouze s ukončením krystalu. Tento přístup je vhodný k popsání normálních kovů (s- a p- kovy) a některých úzkopásových polovodičů.
Povrchové stavy spočtené přiblížením těsně vázaných elektronů jsou často nazývány Tammovy stavy. V tomto modelu jsou elektronové vlnové funkce jsou vyjádřeny jako lineární kombinace atomových orbitalů (LCAO). Oproti modelu téměř volných elektronů (použitému pro charakterizaci Shockleyho stavů), Tammovy stavy jsou vhodné k popisu přechodných kovů (d-prvky) a širokopásových polovodičů.